# Ghiocel, Prahova
Ghiocel este un sat în comuna Podenii Noi din județul Prahova, Muntenia, România.
În 1831, acest sat făcea parte din plasa Podgoria și în 1861 avea 122 de gospodării și 142 de familii împreună cu cătunul Sfăcărău.
Din 1968, satul face parte din comuna Podenii Noi, după ce anterior intra în componența comunei Mehedința.